# Yuriy Protasov
Yuriy Protasov est un pilote de rallye ukrainen né le 23 avril 1984.

## Biographie
Protasov remporte le rallye d'Ukraine en 2008. 
Il participe à l'Intercontinental Rally Challenge et au championnat d'Europe. En 2011, il est engagé en championnat du monde des rallyes sur le rallye de Suède. 
En 2013 il est inscrit au championnat WRC-2 et termine la saison en troisième place avec 83 points.
L'année suivante, avec son compatriote Pavlo Cherepin comme copilote, il commence la saison en terminant 10e au Rallye Monte-Carlo en WRC et en première place en WRC-2, mais en cours de saison il passe de la Ford Fiesta R5 à la version RS WRC.
En 2015 il est engagé en WRC. Il commence la saison avec une 16e place au Rallye Monte-Carlo et avec une 9e place au rallye de Suède.

## Résultats en WRC

### WRC
| Saison | Rallye | Rallye | Rallye | Rallye | Rallye | Rallye | Rallye | Rallye | Rallye | Rallye | Rallye | Rallye | Rallye | Rallye | Rallye | Points | Classement final |
| ------ | ------ | ------ | ------ | ------ | ------ | ------ | ------ | ------ | ------ | ------ | ------ | ------ | ------ | ------ | ------ | ------ | ---------------- |
| 2011   | SWE    | MEX    | POR    | JOR    | ITA    | ARG    | GRE    | FIN    | GER    | AUS    | FRA    | ESP    | GBR    |        |        | 0      |                  |
| 2011   | 19e    | -      | Ab.    | -      | -      | 19e    | -      | -      | -      | -      | -      | -      | -      |        |        | 0      |                  |
|        |        |        |        |        |        |        |        |        |        |        |        |        |        |        |        |        |                  |
| 2012   | MON    | SWE    | MEX    | POR    | ARG    | GRE    | NZL    | FIN    | GER    | GBR    | FRA    | ITA    | ESP    |        |        | 0      |                  |
| 2012   | -      | -      | -      | 19e    | -      | 13e    | -      | 46e    | 26e    | -      | 41e    | 13e    | 28e    |        |        | 0      |                  |
|        |        |        |        |        |        |        |        |        |        |        |        |        |        |        |        |        |                  |
| 2013   | MON    | SWE    | MEX    | POR    | ARG    | GRE    | ITA    | FIN    | GER    | AUS    | FRA    | ESP    | GBR    |        |        | 0      |                  |
| 2013   | 12e    | 15e    | 18e    | 21e    | 18e    | 12e    | Ab.    | 15e    | 12e    | 11e    | -      | Ab.    | Ab.    |        |        | 0      |                  |
|        |        |        |        |        |        |        |        |        |        |        |        |        |        |        |        |        |                  |
| 2014   | MON    | SWE    | MEX    | POR    | ARG    | ITA    | POL    | FIN    | GER    | AUS    | FRA    | ESP    | GBR    |        |        | 2      | 26e              |
| 2014   | 10e    | 15e    | 10e    | 30e    | Ab.    | 14e    | -      | 43e    | 11e    | 13e    | 46e    | 11e    | 20e    |        |        | 2      | 26e              |
|        |        |        |        |        |        |        |        |        |        |        |        |        |        |        |        |        |                  |
| 2015   | MON    | SWE    | MEX    | ARG    | POR    | ITA    | POL    | FIN    | GER    | AUS    | FRA    | ESP    | GBR    |        |        | 2      | en cours         |
| 2015   | 16e    | 9e     | -      | -      | -      | -      | -      | -      | -      | -      | -      | -      | -      |        |        | 2      | en cours         |
|        |        |        |        |        |        |        |        |        |        |        |        |        |        |        |        |        |                  |

### WRC-2
| Saison | Rallye | Rallye | Rallye | Rallye | Rallye | Rallye | Rallye | Rallye | Rallye | Rallye | Rallye | Rallye | Rallye | Rallye | Rallye | Points | Classement final |
| ------ | ------ | ------ | ------ | ------ | ------ | ------ | ------ | ------ | ------ | ------ | ------ | ------ | ------ | ------ | ------ | ------ | ---------------- |
| 2013   | MON    | SWE    | MEX    | POR    | ARG    | GRE    | ITA    | FIN    | GER    | AUS    | FRA    | ESP    | GBR    |        |        | 83     | 3e               |
| 2013   | 3e     | 4e     | 5e     | -      | 5e     | 2e     | Ab.    | -      | -      | 2e     | -      | -      | -      |        |        | 83     | 3e               |
|        |        |        |        |        |        |        |        |        |        |        |        |        |        |        |        |        |                  |
| 2014   | MON    | SWE    | MEX    | POR    | ARG    | ITA    | POL    | FIN    | GER    | AUS    | FRA    | ESP    | GBR    |        |        | 90     | 4e               |
| 2014   | 1er    | 5e     | 1er    | 14e    | Ab.    | 3e     | -      | -      | -      | -      | -      | -      | -      |        |        | 90     | 4e               |
|        |        |        |        |        |        |        |        |        |        |        |        |        |        |        |        |        |                  |